# Mar Sabor und Mar Proth

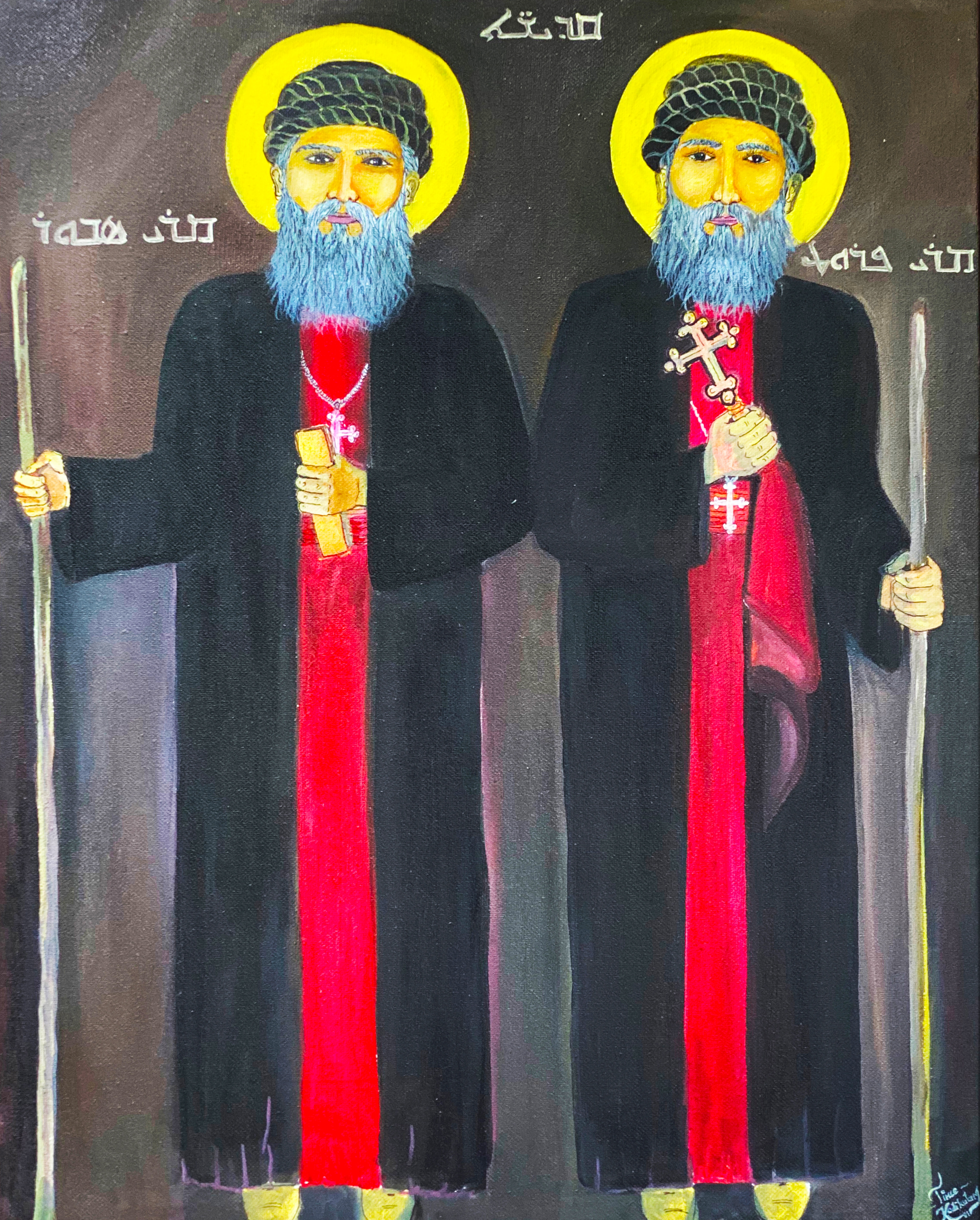
Mar Sabor und Mar Proth

Mar Sabor und Mar Proth, öfter auch Sapor and Aprot (* um 790 in Ninive; † um 860 in Kerala, Indien) waren zwei Mönche bzw. Bischöfe der Assyrischen Kirche des Ostens, aus dem Katholikat von Seleukia-Ktesiphon und frühe Missionare an der Malabarküste in Indien. Sie gelten bei den Thomaschristen traditionell als Heilige.

## Hintergrund
Die Kirche in Indien ist apostolischen Ursprungs. Nach der beständigen Ortstradition landete der Apostel Thomas im Jahre 52 an der Malabarküste im heutigen Kerala, gründete dort sieben christliche Gemeinden und starb als Märtyrer in Mailapur bei Madras. Aus dieser Gründung entwickelte sich die Kirche in Indien, lange bevor europäische Kolonialmächte dort wirkten. Sie folgte dem ost-syrischen Liturgieritus. Ihre Bischöfe bezog die indische Kirche aus dem Katholikat von Seleukia-Ktesiphon im jetzigen Irak, woraus sich später die Assyrische Kirche des Ostens entwickelte.

## Leben und Wirken der beiden Missionare

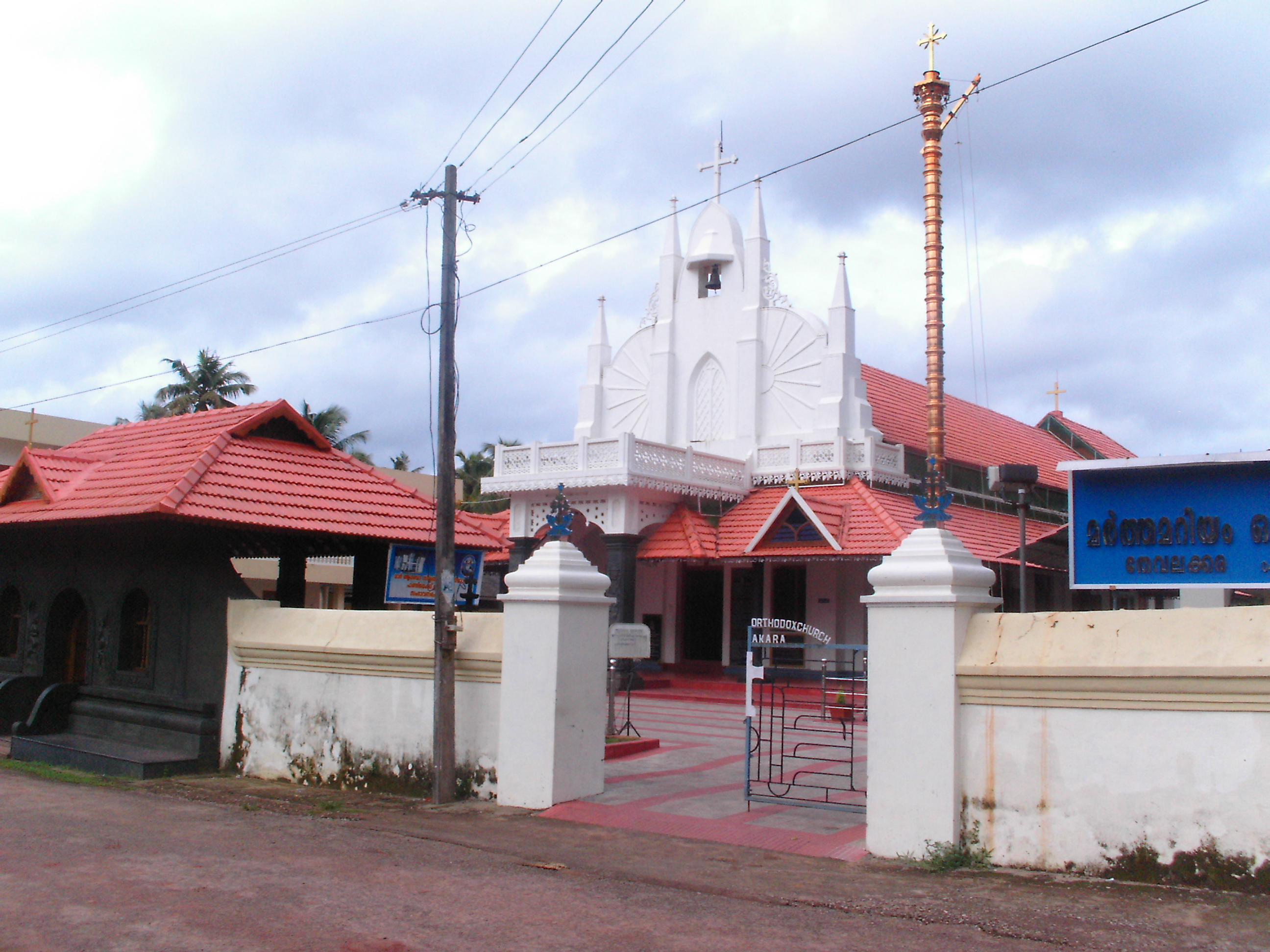
St. Mary´s Church in Thevallakara bei Quilon, Grabeskirche von Mar Sabor

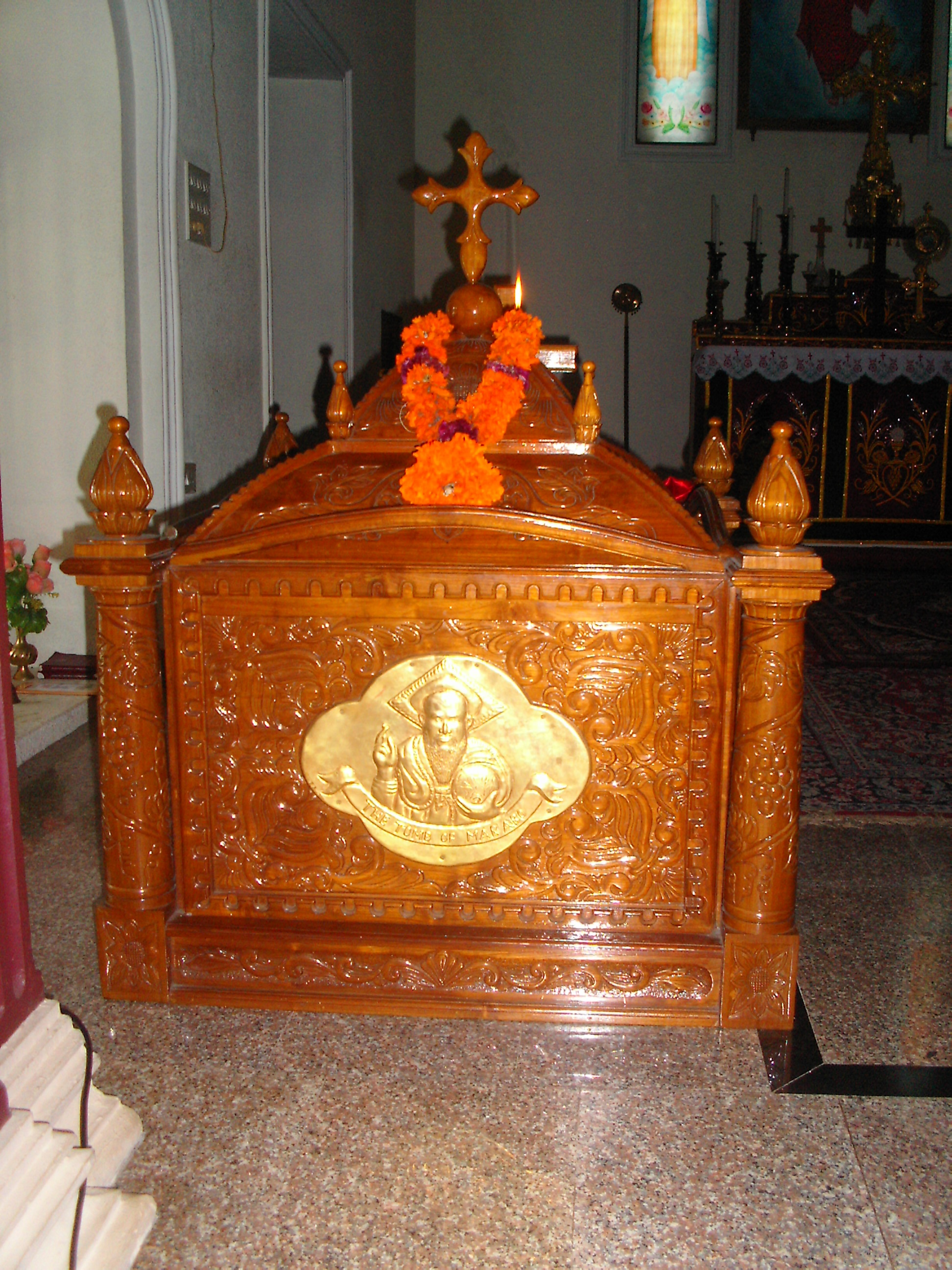
Grab von Mar Sabor, St. Mary´s Church in Thevallakara

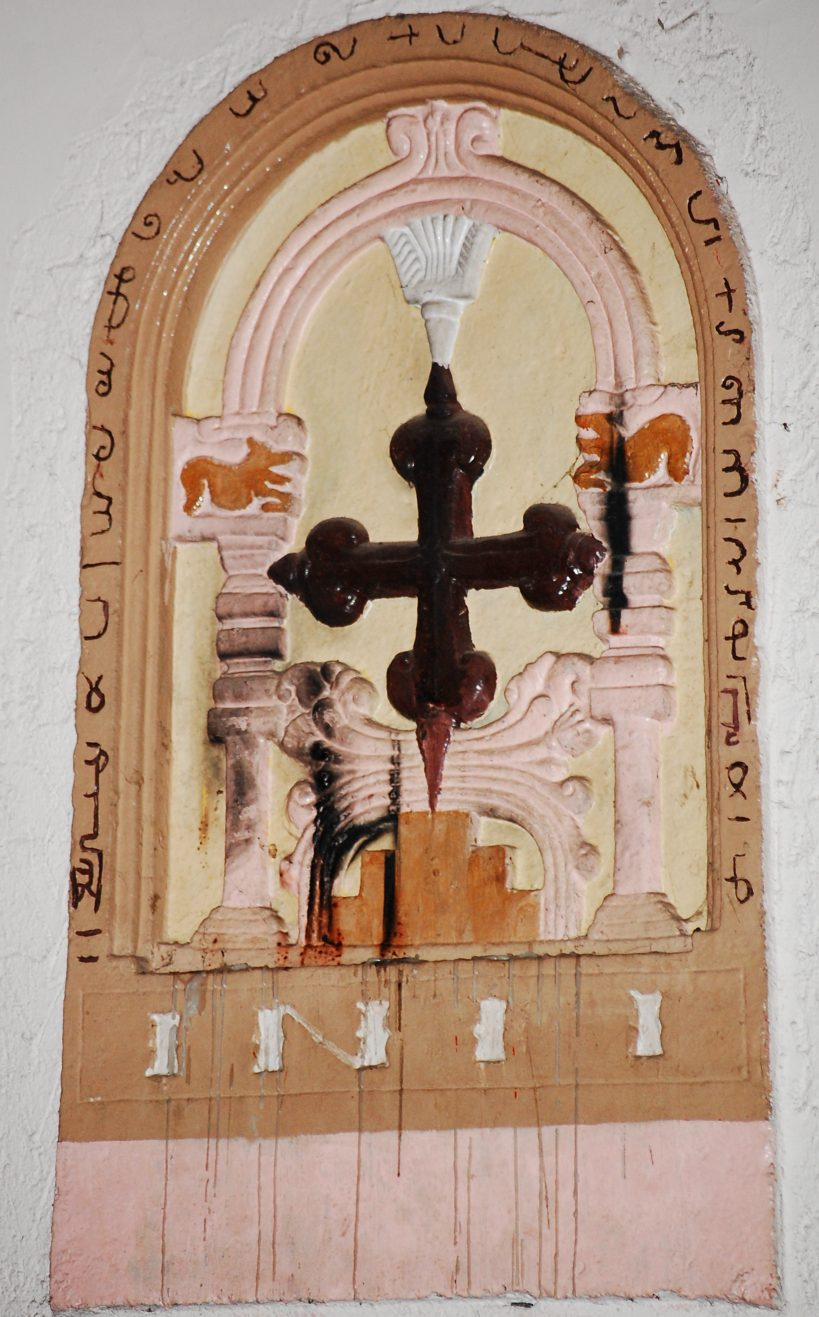
Steinkreuz von Kadamattom, das von Mar Sabor stammen soll

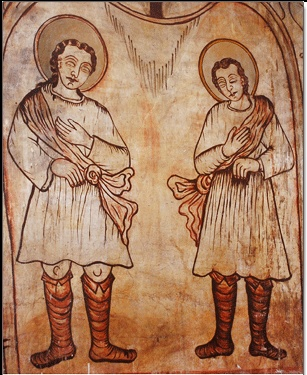
Mar Sabor und Mar Proth, mittelalterliche Wandmalerei in der Kirche von Nilackal, Kerala, Indien

Mar Sabor und Mar Proth, die in historischen Quellen Indiens unter diversen Schreibweisen auftauchen (z. B. Mar Sapor and Aprot, Mar Sabrisho und Mar Piruz usw.) waren zwei leibliche Brüder, Mönche und Bischöfe, die aus dem Katholikat von Seleukia-Ktesiphon im damaligen Persien (heute Irak) nach Südindien einwanderten und dort missionierten. Sie gehören zu den frühesten, namentlich bekannten christlichen Missionaren Indiens. Beide  werden in der beständigen Tradition der örtlichen Christen häufig genannt, die kupfernen Christen-Privilegienplatten von Quilon, aus dem Jahre 880, nehmen auf Mar Sabor Bezug und zahlreiche Kirchen im heutigen Kerala waren den Brüdern geweiht.
Die Gründung der südindischen Handelsmetropole Quilon (heute Kollam), die zu den sieben vom Apostel Thomas gestifteten christlichen Urgemeinden Indiens gehört, wird für das Jahr 825 durch den Chera-König Rajasekhara Varman (820–844) überliefert. Mit diesem Ereignis bzw. Jahr beginnt auch die Malayalam-Zeitrechnung (Kolla Varsham) in Kerala.
Die Landestradition berichtet, dass im Jahre 823 eine Gruppe von Persern in dem seit der Antike bekannten Hafen Quilon landete und sich dort niederließ. Dabei befanden sich  die beiden Geistlichen Mar Sabor und Mar Proth. Der örtliche König schenkte ihnen Land und Mar Sabor baute im Bereich der jetzigen Stadt Quilon eine Kirche, woraus sich der Hafen und die Ansiedlung an der Küste, also das heutige Quilon/Kollam entwickelte, welches 825 offiziell gegründet wurde. Der alte Hafen der Fischersiedlung Quilon lag nämlich viel weiter im Landesinneren an einer geschützten Bucht des mit dem Meer verbundenen Ashtamudi Sees.
Die Christen von Quilon erhielten vom König zahlreiche Privilegien, die man der Haltbarkeit wegen auf gravierten Kupfertafeln festhielt. Die älteste wird auf das Jahr 880 datiert und nennt Mar Sabor als Gründer der in der Stadt befindlichen Kirche namens „Tharisapalli“, die man jedoch heute nicht mehr genau lokalisieren kann.
Eine beständige Überlieferung nennt Mar Sabor auch als Gründer der Kirche von Kadamattom bei Muvattupuzha. Ein antikes Steinkreuz im Chorbereich, mit einer Inschrift in 
Pahlavi, soll auf ihn zurückgehen. Die Inschrift lautet: „Ich kam zu diesem Volk aus meiner Geburtsstadt Ninevah, geschrieben von mir, den Gott vor Verfolgungen bewahrt hat“.
Mar Proth sei in den Norden von Kerala gezogen und habe sowohl in der Hafenstadt Kodungallur, als auch in Udayamperoor (früher Diamper) gewirkt, während Mar Sabor überwiegend im Süden, nahe Quilon blieb und dort missionierte. Es werden viele Wunderlegenden über die beiden Volksheiligen überliefert. Mar Proth soll u. a. in Diamper die königliche Familie der „Villarvattom“ zum Christentum bekehrt haben.

## Tod und Grabstätte
Von Mar Sabor gibt es zwei konkurrierende Überlieferungen zu seinem Tod. Während die eine sagt, er sei in Quilon gestorben und in der Kirche begraben worden, die er dort gebaut hatte, berichtet die andere, er habe sich im Alter nach Thevallakara (der frühere Inlandshafen von Quilon) zurückgezogen, wo er ein frommes Mönchsleben führte, starb und in der dortigen Kirche begraben wurde. Tatsächlich birgt die dortige Marienkirche die Reliquien von Mar Sabor in einem neuzeitlichen Holzschrein und sie werden hier schon seit langer Zeit verehrt. Die Gemeindewebseite dieser Kirche reklamiert den Platz als letzte Wohnung und originale Grabstätte von Mar Sabor.
Allerdings konstatiert der portugiesische Seefahrer Afonso de Albuquerque, der Quilon  1503 besuchte, in seinen „Commentarios“, dass es in der Stadt die  Kirche der einheimischen Christen gebe, welche „Our Lady of Mercy“ genannt werde und gemäß der Überlieferung dieser Christen, wunderbarer Weise von zwei Heiligen gebaut wurde, die in zwei Kapellen dieser Kirche beigesetzt seien. Diese Kirche wurde 1505 von Muslimen niedergebrannt, wobei neben den Portugiesen, die man eigentlich bekämpfen wollte, auch 40 örtliche Thomaschristen den Tod fanden. Nach der Zerstörung ihrer Kirche hätten sich die Thomaschristen aus der Stadt zurückgezogen und sich in „Upper Quilon“, dem ehemaligen Hafengebiet im Landesinneren – also im Bereich des heutigen Thevallakara –,  angesiedelt, wo sie eine neue Kirche bauten. Es ist durchaus denkbar, dass sie damals die Reliquien von Mar Sabor aus Quilon mitnahmen und anschließend in Thevallakara eine neue Verehrungstradition einsetzte, die heute als ursprünglich angesehen wird. Ähnlich scheint es auch mit den kupfernen Privilegienplatten aus Quilon gewesen zu sein. Auch diese befanden sich schließlich nicht mehr in Quilon, sondern ebenfalls in der St. Mary Kirche von Thevallakara und Erzbischof Alexis de Menezes von Goa fand sie dort 1599 bei einer Visitation vor.

## Verehrung

Die Synodenkirche von Diamper, sie war früher den „Quadisagal“ (Mar Sabor und Proth) geweiht und trägt nun das Patrozinium „Allerheiligen“.

Beide Brüder, Mar Sabor und Mar Proth, wurden traditionellerweise bei den Thomaschristen als Heilige verehrt, ohne dass jemals eine Kanonisation stattgefunden hätte. Die beiden wurden als die „Quadisagal“ bezeichnet, was so viel heißt wie „die beiden Heiligen“. Auch die zahlreichen, auf sie geweihten Kirchen nannte man „Quadisagal-Kirchen“. Die bekannteste davon ist die Allerheiligen-Kirche in Diamper, in der 1599 die berühmt-berüchtigte Kirchensynode stattfand. Sie wurde – wie alle anderen den beiden Volksheiligen geweihten Kirchen – auf Anordnung von Erzbischof Alexis de Menezes umgewidmet. Das Verehrungsverbot und die Umwidmung der Kirchen wurde 1599 auf der bereits erwähnten Synode von Diamper beschlossen. Begründet wurde das Verbot des Kultes damit, dass Mar Sabor und Mar Proth als Bischöfe der Assyrischen Kirche des Ostens, Schismatiker gewesen seien und überdies der Häresie des Nestorianismus angehangen hätten, ungeachtet der Ausführungen von Kardinal Bernardino Maffei im Konsistorium vom 20. Februar 1553, in denen er den sogenannten „Nestorianern“ in Seleukia-Ktesiphon und Indien ausdrücklich attestierte; sie trügen nur diese traditionelle Bezeichnung, in Wirklichkeit seien sie völlig rechtgläubig.
Festtag von Mar Sabor und Mar Proth war der 19. Juni, auf den in der lateinischen Kirche das Fest der ähnlich klingenden Heiligen Gervasius und Protasius fiel, wodurch der Austausch für das Kirchenvolk mehr oder weniger unbemerkt stattfand.
In der katholischen Kirche bzw. bei den katholischen Thomaschristen haben Mar Sabor und Mar Proth heute überwiegend nur noch historische Bedeutung. Es wurde jedoch neuerdings wieder ein Gedenktag für sie in den liturgischen Kalender aufgenommen. Bei den autokephalen Thomaschristen in Kerala ist die Verehrungstradition ungebrochen.
In der Kirche von Nilackal (Kerala), einer der sieben Kirchen deren Gründung traditionell dem Apostel Thomas zugeschrieben wird, existiert eine mittelalterliche Wandmalerei von Mar Sabor und Mar Proth.